# فالبوفو
فالبوفو هي مدينة من مدن كرواتيا. يبلغ عدد سكانها 11563 نسمة وذلك حسب إحصائيات سنة 2011. يبلغ ارتفاع المدينة عن سطح البحر قرابة 91 متر. تبلغ مساحتها 143 كم².

## وصلات خارجية
- الموقع الرسمي